# Didelphodon
Didelphodon (лат.) — род крупных (для своего времени) сумчатых млекопитающих, обитавших во времена верхнемеловой эпохи (маастрихтский век) на территории современных США и Канады.

## Описание
У Didelphodon были хорошее обоняние и зрение, их тела покрывал густой мех. Были всеядны, питались как растениями, так и мелкими динозаврами, также питались различными насекомыми того времени.

## Классификация
По данным сайта Paleobiology Database, на май 2018 года в род Didelphodon включают 3 вымерших вида:
- Didelphodon coyi Fox & Naylor, 1986
- Didelphodon padanicus (Cope, 1892)
- Didelphodon vorax Marsh, 1889typus [syn. Cimolestes curtus Marsh, 1889, Diaphorodon curtus (Marsh, 1889), Didelphodon ferox Marsh, 1889, Didelphodon nitor (Marsh, 1889), Didelphops ferox (Marsh, 1889), Ectoconodon petersoni Osborn, 1898, Stagodon nitor Marsh, 1889, Stagodon validus Marsh 1889]

Также в род включают следующие биномены в статусе nomen dubium: Ectoconodon montanensis Simpson, 1927, Stagodon tumidus Marsh, 1889.

## В культуре
Фигурирует в фильме BBC «Прогулки с динозаврами».